# Microcrambus retusellus
Microcrambus retusellus là một loài bướm đêm trong họ Crambidae. Nó được miêu tả lần đầu bởi Schaus vào năm 1913. Nó được tìm thấy tại Costa Rica.